# Thực vật thân thảo

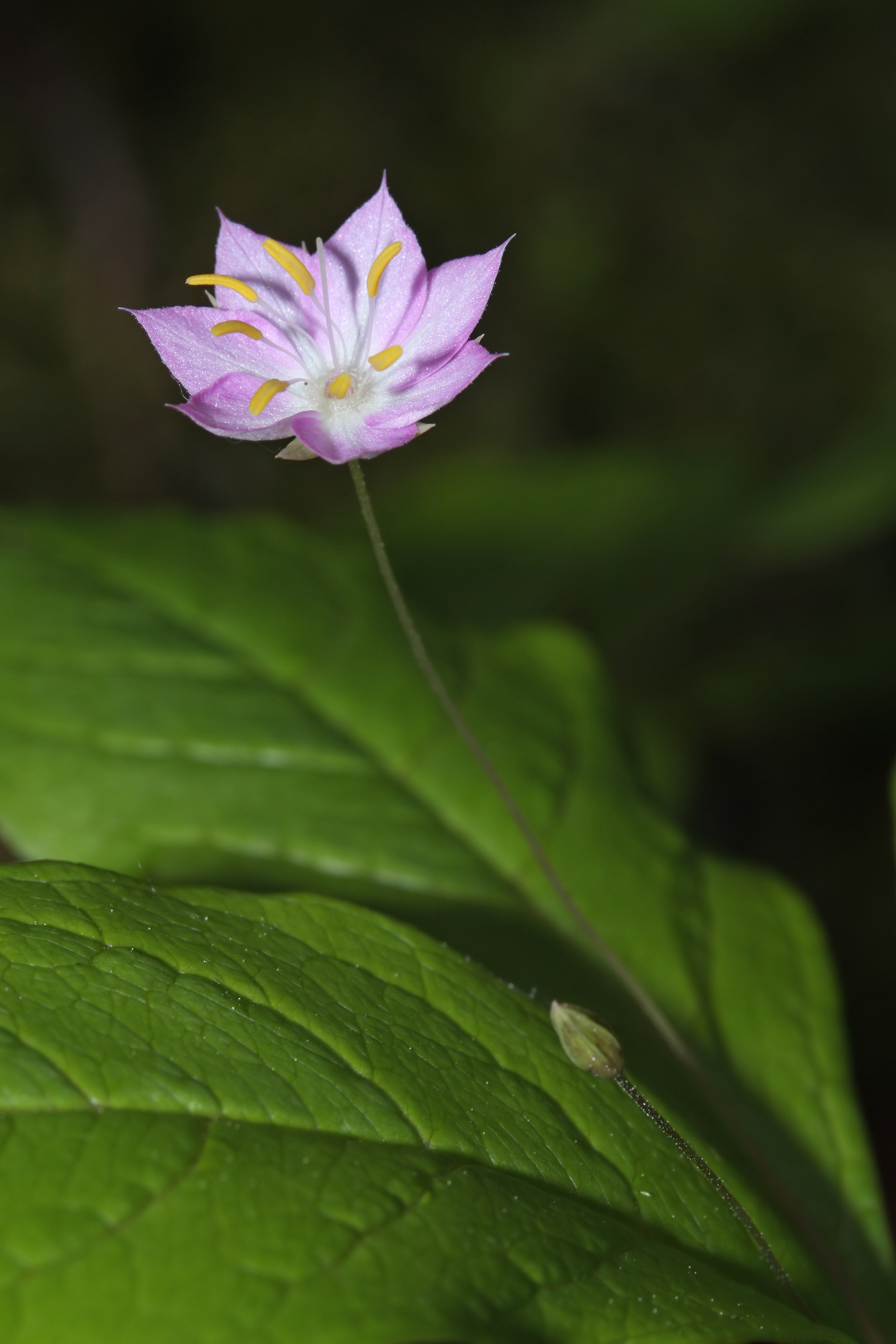
Trientalis borealis (Hoa sao lá rộng) là một loại thực vật thân thảo lâu năm trên tầng đất nền ở các khu rừng phía tây Bắc Mỹ.

Thực vật thân thảo (cây thân thảo ở Mỹ thì chỉ gọi đơn giản là thảo mộc) là loại cây mà có lá và thân cây rụng vào cuối mùa sinh trưởng trên mặt đất. Chúng không có thân gỗ bền trên mặt đất. Thực vật thân thảo có thể là thực vật sống một năm, hai năm hoặc lâu năm.
Thực vật thân thảo sống một năm rụng hoàn toàn vào cuối mùa sinh trưởng hoặc sau khi chúng đã ra hoa và có quả, và sau đó chúng mọc trở lại từ hạt giống.
Các loài thực vật thân thảo sống lâu năm và hai năm có thân rụng vào cuối mùa sinh trưởng, nhưng các bộ phận của chúng có thể sống sót dưới hoặc gần mặt đất từ mùa này đến mùa khác (với loài sống hai năm thì phải đến mùa sinh trưởng kế tiếp, khi mà chúng đã ra hoa và rụng xuống). Các cây con phát triển từ những mô sống còn lại trên hoặc dưới mặt đất, bao gồm cả các loại rễ, thân dày (caudex – phần dày ra thêm của thân cây dưới mặt đất) hoặc các loại thân ngầm như thân hành, giả thân hành, thân bò lan, rễ củ và thân củ. Một vài ví dụ về thực vật thân thảo sống hai năm bao gồm cà rốt, củ cải vàng và cúc dại; thực vật thân thảo sống lâu năm bao gồm khoai tây, mẫu đơn, Hosta, bạc hà, hầu hết các loài dương xỉ và các loại cỏ. Ngược lại, thực vật sống lâu năm không phải là thân thảo thì là cây thân gỗ, có thân ở trên mặt đất mà vẫn còn sống trong thời gian tiềm sinh và sẽ đâm chồi vào năm kế tiếp từ các bộ phận trên mặt đất - bao gồm cây, cây bụi và dây leo.
Một số loại thực vật thân thảo phát triển tương đối nhanh chóng (đặc biệt là loại sống một năm) là những loài tiên phong, hoặc là các loài sớm kế thừa. Những loài khác tạo thành thảm thực vật chính của nhiều môi trường sống ổn định, ví dụ như trong tầng đất nền trong các khu rừng, hoặc trong môi trường sống tự nhiên như đồng cỏ, đầm lầy nước mặn hoặc hoang mạc.
Một số loài thực vật thân thảo có thể phát triển khá lớn, chẳng hạn như các loài thuộc Chi Chuối.
Tuổi của một số loài thực vật thân thảo sống lâu năm có thể được xác định bằng cách phân tích các vòng tăng trưởng hàng năm trong rễ xylem thứ cấp, là một phương pháp được gọi là herbchronology.